# بلشون شعاب المحيط الهادئ
بلشون شعاب المحيط الهادئ أو ابن الماء المقدس (بالإنجليزية: Pacific Reef Heron) هو أحد أنواع البلشونيات. يتواجد في مناطق كثيره في آسيا وتشمل المناطق الساحلية في الهند، جنوب شرق آسيا، اليابان، بولنيزيا، أستراليا، تاسمانيا ونيوزيلندا.
ويبلغ طواله ما بين 57 حتى 66 سم. وعرض جناحيه ما بين 90 إلى 110 سم ويصل متوسط وزنه إلى 400 غرام. ويعتمد في غذائه كليا على الأسماك، القشريات والرخويات
عندما يقف هذا الطائر بين القصب، ويمد رقبته النحيفة، تصبح رؤيته صعبة، لأنه يشبه القصب.
يعيش هذا الطائر في المستنقعات التي ينمو فيها القصب الطويل.
يبني عشّه بين القصب، وتبيض فيه الأنثى من خمس إلى أربع بيضات، تفقس بعد مرور ستة
عشر يوماً. وتصبح الفراخ قادرة على الطيران وعمرها حوالي شهرين.

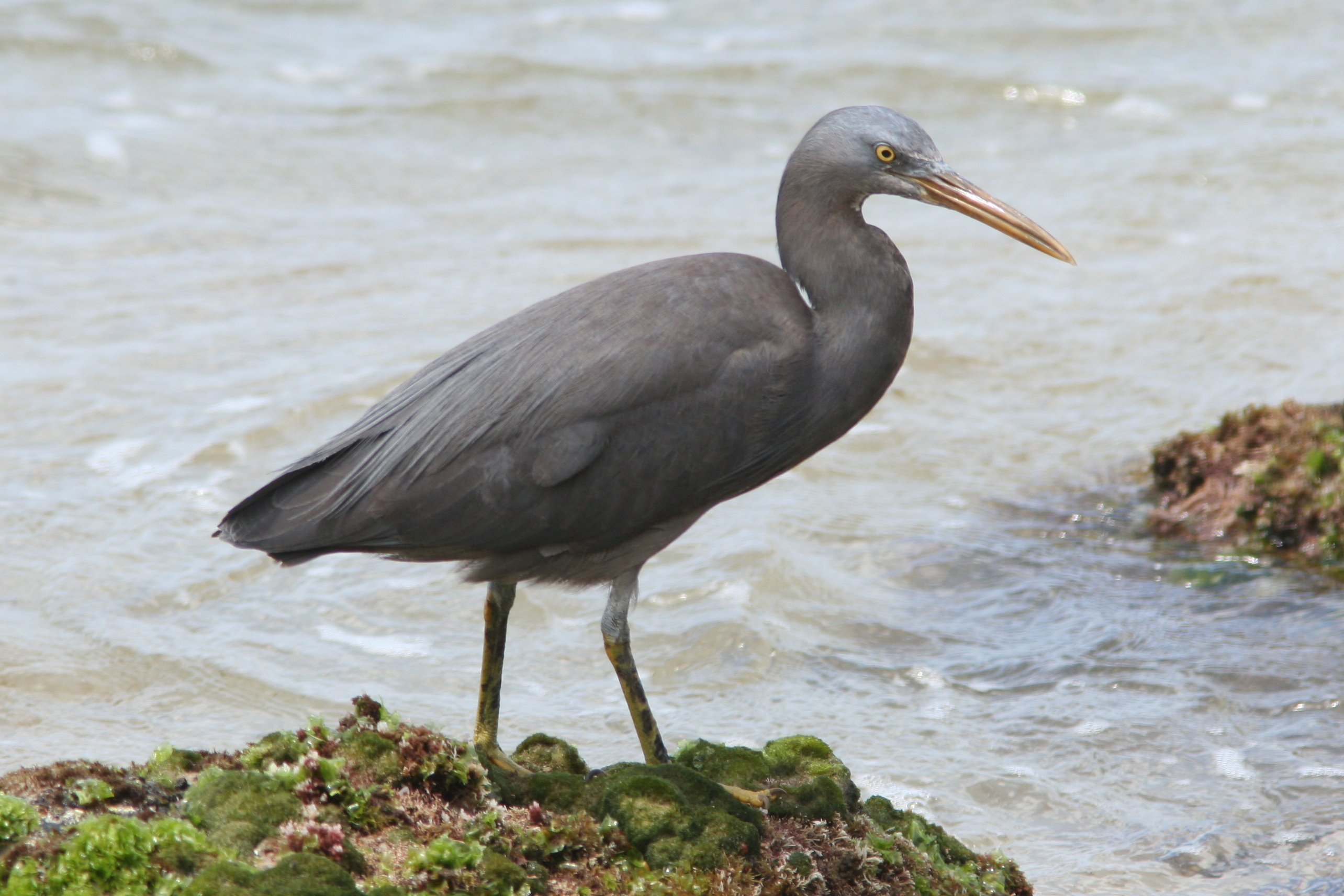
Dark morph

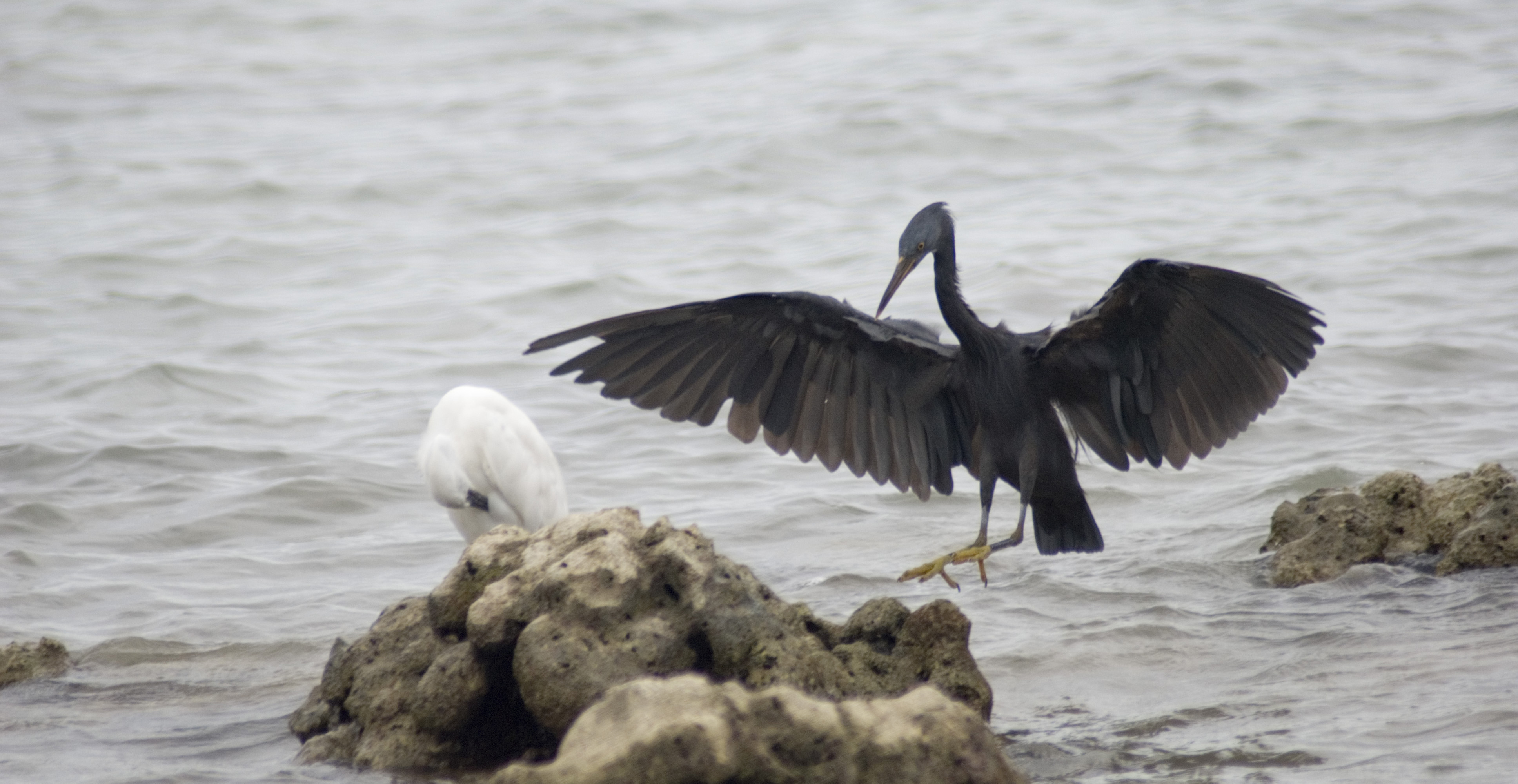
The two colour morphs, Ko Tao, تايلاند

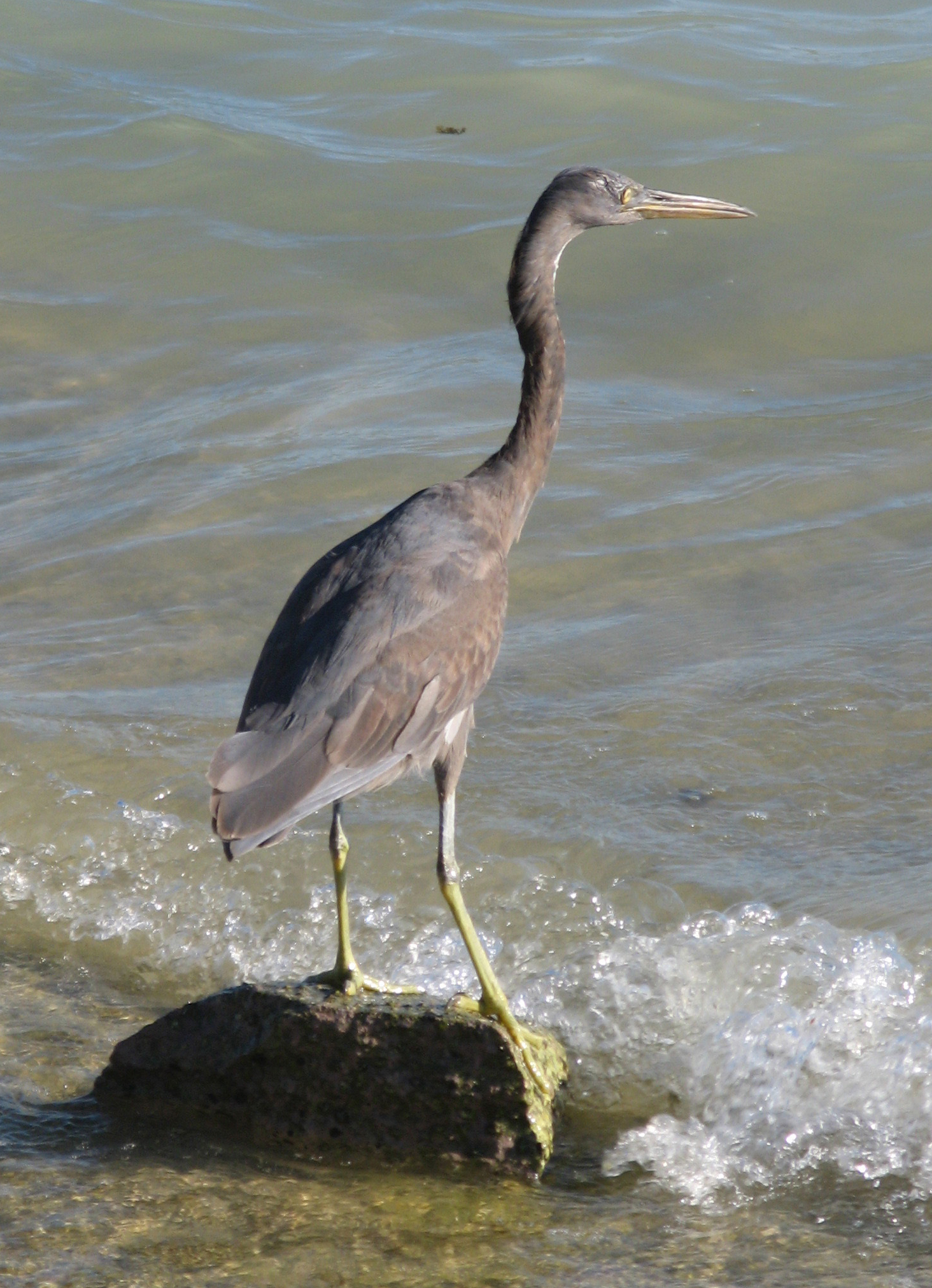
Juvenile dark morph, Coral Bay, WA